# Rasim Öztekin

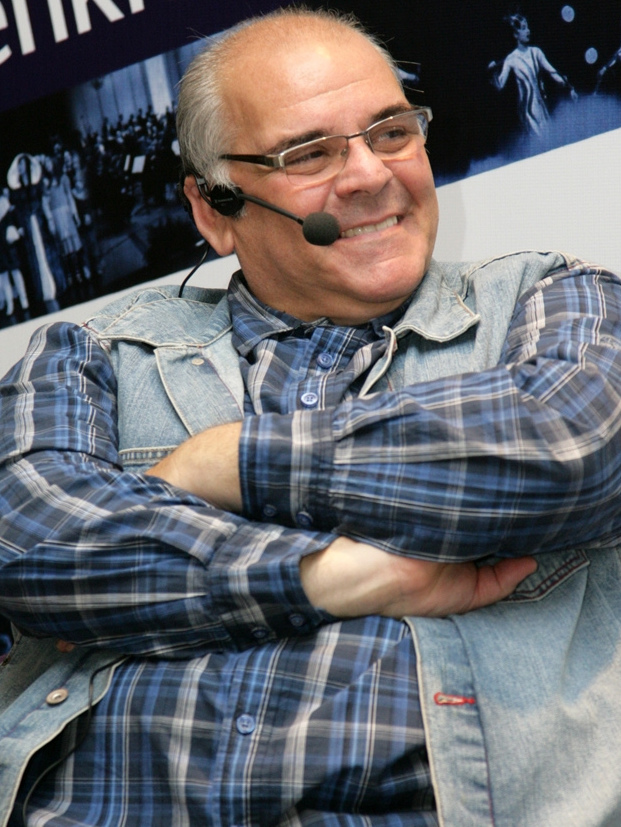
Rasim Öztekin (2012)

Rasim Öztekin (* 14. Januar 1959 in Istanbul; gestorben am 8. März 2021 ebenda) war ein türkischer Schauspieler und Journalist.
Nach einem Journalismus-Studium an der Universität Istanbul spielte Rasim Öztekin zunächst amateurhaft, später professionell in verschiedenen Theatern Istanbuls. Neben der Schauspielerei schrieb er Drehbücher für einige Produktionen der Rundfunkgesellschaft TRT. Davor arbeitete er in der Redaktion der Akşam-Zeitung mit.

## Filmografie
- 1986: Bir Günlük Aşk
- 1987: 72. Koğuş
- 1988: Arabesk
- 1991: Kurt Kanunu
- 1993: Tersine Dünya
- 1994: Köşedönücü
- 1994: Türk Tutkusu
- 1995: Boşgezen ve Kalfası
- 1995: Bay E
- 1996: Başka İstanbul Yok
- 1998: Kızım Osman
- 2001: Yeni Hayat
- 2002: Ev Hali
- 2003: G.O.R.A.
- 2004: Pardon
- 2004: Şans Kapıyı Kırınca
- 2004: Aktör Eskisi
- 2005: Hırsız Polis
- 2005: Dolunay
- 2006: Acemi Cadı
- 2006: Balıketi
- 2006: Pertev Bey'in Üç Kızı
- 2006: Kapılara Dikkat
- 2007: Kabadayı
- 2007: Suç Dosyası
- 2007: Güzel Günler
- 2008: Für Liebe und Ehre (tr. orig. Kabadayı)
- 2009: Geniş Aile
- 2009: Kanal-İ-Zasyon
- 2010: Gelecekten Bir Gün
- 2010: Vay Arkadaş
- seit 2012: Seksenler
- 2013: Düğün Dernek
- 2014: Mandıra Filozofu